# 5151 Weerstra
5151 Weerstra è un asteroide della fascia principale. Scoperto nel 1973, presenta un'orbita caratterizzata da un semiasse maggiore pari a 3,1914918 UA e da un'eccentricità di 0,2014422, inclinata di 0,95266° rispetto all'eclittica.